# 土橋胤継
土橋 胤継（つちはし/つちばし たねつぐ）は、戦国時代から安土桃山時代にかけての武将。雑賀衆の一人。紀伊国粟村城主。諱は「守重」ともされるが、文書で確認できる名は「胤継」。

## 出自
土橋氏は雑賀荘土橋（粟村東部、現在の和歌山市粟付近）を拠点とした土豪で、雑賀五組（雑賀荘・十ヶ郷・宮郷・中郷・南郷）では十ヶ郷の鈴木氏と並ぶ有力者だった。根来寺の有力子院・泉職坊（泉識坊）を有しており、同坊の門主は土橋氏から出ている。
『紀伊続風土記』によると、土橋氏は村上源氏の出で、右大臣・源顕房の後裔であるという。仁平年間（1151–54年）に越前国大野郡土橋の里（福井県大野市）に移住した平次大夫重平が土橋を称し、承安2年（1172年）、重平は紀伊国名草郡に移り住んだ。重平の子孫・重勝は細川高国に属し、大永7年（1527年）に長男・重胤と共に桂川の戦いで戦死した。重勝の次男に重隆がおり、平次守重（胤継）はその長男とされる。

## 生涯
永禄5年（1562年）7月の湯河直春起請文の宛所36人の中に「土橋 平次」としてその名がある。同月21日、「土橋平次胤次」と署名した書状を湯河式部大輔に宛てて送っている。
元亀元年（1570年）に始まる石山合戦では、鈴木重秀と共に本願寺に味方し、織田信長と敵対した。天正5年（1577年）に信長により雑賀が攻められた際には、鈴木重秀ら6人と連名で降伏を申し出て赦免された。
天正8年（1580年）、本願寺門主顕如が織田信長と和睦すると、顕如の子・教如はそれに反対した。こうした中で同年6月、胤継は子の春継と連名で、顕如に馳走する旨を記した起請文を、佐久間信盛や松井友閑らに宛てて提出している。
天正10年（1582年）1月23日、胤継は鈴木重秀により殺害された。この直後、重秀を支持する織田軍により土橋氏の本拠である粟村城が攻められ、胤継の子の春継や平次は城から脱出したが、泉職坊は討ち取られている。
『信長公記』などによると、天正9年（1581年）に胤継が重秀の継父を殺したことがこの事件の原因だという。その年の8月には十ヶ郷の木本荘について胤継と重秀の間に諍いがあったことが顕如の書状から明らかになっており、これが原因とも考えられる。
また、土橋氏の菩提寺は浄土宗西山派寺院の安楽寺だった。浄土宗を信じる土橋氏は、一時期紀伊に亡命していた将軍・足利義昭に呼応する形で宗派の異なる浄土真宗の鈴木氏と手を結んで戦っていたとする説があり、本願寺と織田氏の間で和解の動きが出ると、本願寺の意向に従って戦ってきた鈴木氏と義昭の意向に従って戦ってきた土橋氏の間で意見の対立が生じたとの見方がある。
なお、胤継の殺害に際しては、土橋兵大夫や土橋小左衛門などの土橋一族が共謀していたとされており、土橋氏と鈴木氏の対立というだけでなく土橋氏の内紛という側面もあった。
天正10年（1582年）6月2日に本能寺の変が起きると、翌3日の夜には鈴木重秀は雑賀から逃れた。4日には反信長・反重秀派の者たちが鈴木氏の城へと火を放っており、重秀派の土橋兵大夫が討たれるなどしている。この後、天正13年（1585年）の羽柴秀吉による紀州征伐に至るまで、土橋春継らが雑賀衆の主導権を握ることとなる。

## 子女
同時代史料で確認できる子は、平尉（平丞）春継、平次、泉職坊快厳、威福院、くす千代の5人（『宇野主水日記』）。胤継の娘が鈴木重秀に嫁いだとする伝承があるが定かではない。
『紀伊続風土記』などでは、春継にあたる平之丞重治は弟とされており、平次守重（胤継）の子としては4人の名（長男・平次郎、次男・幸物十郎次郎盈重、三男・平三郎重房、四男・平次郎守国）が挙げられている。この4人は父と共に石山合戦に参陣し、天正10年（1582年）に父が殺されると牟婁郡へと落ち延びた。本能寺の変が起きると、父を殺した鈴木重秀を放逐するなどして粟村城に帰還する。羽柴秀吉による太田城水攻めの際にはその防衛に加わり、長男は戦死、次男と三男は粟村に帰住して農民となり、次男の子孫は大庄屋職を務めた。四男・平四郎は浅野家に仕え、その後桑名家に仕えたという。